# Frida Hyvönen
Frida Hyvönen é uma cantora e compositora sueca.

## Discografia
- 2005: Until Death Comes
- 2005: I Drive My Friend (single)
- 2007: Frida Hyvönen Gives You: Music from the Dance Performance PUDEL
- 2008: Silence is Wild